# كاميلينا

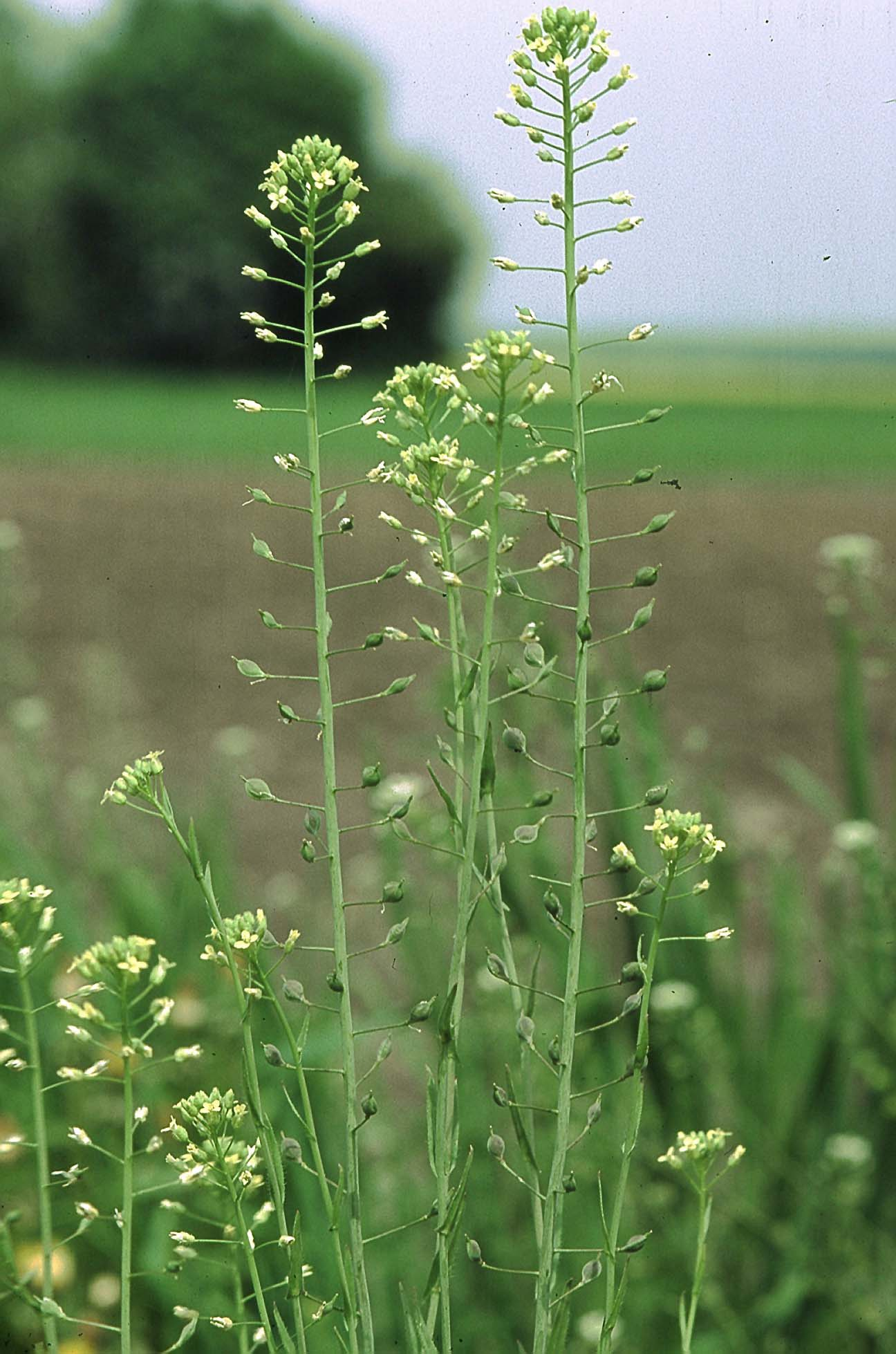
كاميلينا مزروعة

الكاميلينا هي جنس نباتي يتبع الفصيلة الصليبية. اسمه العلمي (باللاتينية: Camelina). يستخلص من أحد أنواعه وهو الكاميلينا المزروعة زيت الكاميلينا الذي يستخدم في صناعة الصابون. أجريت دراسات حديثة في ولاية مونتانا الأمريكية حول استخلاص البيوديزل من الكاميلينا.

## من أنواعهاالواطنةفيالوطن العربي
- الكاميلينا الرومية (باللاتينية: Camelina rumelica)
- الكاميلينا الشاذة (باللاتينية: Camelina anomala)